# Stefan Hordyński
Stefan Hordyński herbu Sas (ur. ok. 1720 w Hordyni, zm. ?) – miecznik kijowski, vicesgerent grodzki lwowski (1754), pisarz grodzki lwowski i poseł ziemi lwowskiej (1764), podpisał elekcję Stanisława Augusta. Sędzia grodzki lwowski (1769) i podstarości lwowski (1779). Stolnik żydaczowski (1770).